# Dwight Stones
Dwight Edwin Stones (Los Angeles, 6 dicembre 1953) è un ex altista e commentatore televisivo statunitense, due volte medaglia di bronzo alle Olimpiadi ed ex detentore del primato mondiale di salto in alto.

## Biografia
Tra i primi saltatori in alto ad adottare lo stile Fosbury, conquistò due volte il bronzo olimpico (Monaco 1972 e Montreal 1976), e fu il primo atleta a superare il muro dei 2,30 metri nel 1973 a Monaco. Successivamente incrementò il record mondiale fino a portarlo a 2,32, per poi stabilire il proprio record personale di 2,34 metri nel 1984.